# Batalha de 'Amran

Batalha de 'Amran refere-se a uma batalha que ocorreu no verão de 2014, entre o movimento dos zaiditas Houthis e o governo iemenita sob o presidente Abd Rabbuh Hadi. Os houthis acabariam vencendo a batalha, levando-os à captura de Sana'a.

## Contexto

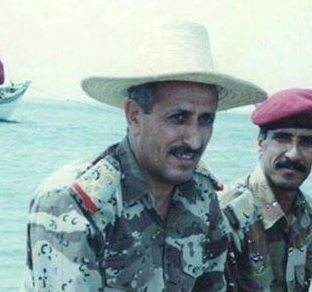
Hameed Al-Qushaibi em 2004.

Os rebeldes houthis passaram a combater as forças apoiadas pelo Al-Islah nas regiões rurais de Amran a partir de fevereiro de 2014, quando atacaram pela primeira vez em áreas controladas pelo governo a partir das montanhas ao seu redor. Durante a primeira semana dos confrontos, um número estimado de 7.100 pessoas deixou a cidade e cerca de 450.000 estavam dentro das regiões de conflito na Província de 'Amran.  Desde outubro de 2013, 81.000 moradores abandonaram a cidade.

## Batalha principal
A batalha principal começa nos primeiros dias de julho de 2014, quando os rebeldes houthis invadiram a cidade de Amran, guarnecida pelo general Hameed Al-Qushaibi. Em 8 de julho de 2014, os reforços do exército enviados a Amran travaram confrontos ferozes com os xiitas houthis em Dharawan, a 15 quilômetros de Sanaa, e dentro e fora da cidade, conforme informaram fontes militares. No mesmo dia, os caças do governo Hadi bombardearam o bairro de Warak, em Amran, horas depois de ser capturado pelos rebeldes.  Durante os combates anteriores, 460 pessoas morreram, com cerca de 160 feridos, incluindo civis.
Em 9 de julho, o governo iemenita acusou os rebeldes houthis de atrocidades, durante um raide na sede da 310.ª Brigada Blindada, quando saquearam armas e equipamentos ali e mataram vários soldados e oficiais, segundo o Comitê Supremo de Segurança do Iêmen, citado pela agência de notícias estatal Saba. Entre os mortos, estava o general responsável pela região, Hameed Al-Qushaibi.  Os combatentes houthis romperam o acordo entre eles e o general al-Qushaibi, que determinava que os houthis concordariam com a retirada de suas forças da cidade em troca do fim dos combates em Amran e da substituição dos soldados da da brigada do general pela polícia militar. No entanto, após esse raide os houthis acabariam firmando outro pacto com o Ministério da Defesa, segundo o qual os rebeldes se retirariam da cidade de Amran. Mas o pacto nunca chegou a vigorar, pois os houthis atacaram e capturaram totalmente Amran em 10 de julho de 2014, permitindo que o movimento fizesse um grande avanço em direção à capital Sana'a. 

## Resultado
Após a queda de Amran, em agosto, os houthis começaram a realizar manifestações em massa em Sana'a, pressionando o presidente Abd Rabbuh Mansur Hadi a reverter um corte de subsídios aos combustíveis e exigindo a destituição do governo. Representantes do grupo se reuniram com autoridades do governo na tentativa de encontrar uma solução para o impasse, mas os houthis rejeitaram as concessões do governo como insuficientes. Em 9 de setembro, os manifestantes houthis no noroeste de Sana'a foram atacados pelas forças de segurança enquanto marchavam para o gabinete do governo. Sete foram mortos.  Os houthis, finalmente invadiram Sana'a em 16 de setembro e capturaram a cidade no dia 21 daquele mês. 